# 人民广场站 (徐州市)
人民广场站是徐州地铁1号线的地铁站，位于中华人民共和国江苏省徐州市泉山区淮海西路与二环西路交叉口，于2019年9月28日开通。

## 车站结构
人民广场站沿淮海西路东西设置，为地下二层岛式站台车站，车站长504.55米，标准段宽22.7米，车站地下一层为站厅层，地下二层为站台层，站台设置全高站台门。车站西侧设有两条存车线。
| 地面              | 出入口       | 2、3、5出入口                                                                                             |
| 地下一层          | 出入口及站厅 | 4出入口、客服中心、自动售票机、验票机                                                                     |
| 地下二层          | 站台         | \| \| \| █ 1号线往路窝（工农路） \| \| 島式 · 開左邊车门 \| \| \| \| \| \| █ 1号线往徐州东站（苏堤路） \| |
|                   |              | █ 1号线往路窝（工农路）                                                                                   |
| 島式 · 開左邊车门 |              | |
|                   |              | █ 1号线往徐州东站（苏堤路）                                                                               |

## 车站出口
人民广场站目前开放4个出入口，各出口及周围设施如下所示：
| 出口编号            | 照片 | 出口指示         | 建议前往的目的地             |
| ------------------- | ---- | ---------------- | ---------------------------- |
| 2 · 出口            |      | 二环西路（西侧） | 徐州市第六人民医院，段南新村 |
| 3 · 出口            |      | 淮海西路（南侧） | 新都商业广场                 |
| 4 · 出口            |      | 淮海西路（北侧） | 人民广场，尚城国际购物中心   |
| 5 · 出口 · （设有） |      | 淮海西路（北侧） | 中凯城市之光                 |
| 图例： 设有         |      |                  |                              |

## 接驳交通

### 公交车
- 段庄：1路，1路区间，8路，15路，35路，65路，67路，306路，603路，K13路
- 六院：1路，1路区间，8路，15路
- 段庄(二环西路)：18路，38路，64路，66路，306路

## 车站历史
本站工程名与正式站名均为人民广场站，以车站临近的徐州人民广场命名。
- 2018年6月29日，车站主体结构封顶[2]。
- 2019年9月28日，车站随1号线一期通车开通[1]。